# Elisabeth Ingvaldsen
Elisabeth Ingvaldsen, född den 22 juli 1973, är en norsk orienterare som ingick i stafettlaget som tog guld vid VM 1999 samt i stafettlaget som tog guld vid EM 2002. Ingvaldsen har dessutom vunnit ett VM-silver, fyra VM-brons, två EM-silver och tre JVM-brons.